# ノルマンディー (客船)
ノルマンディー (SS Normandie) は、1935年に建造されたフランスの客船。1942年にアメリカ海軍により接収され「ラファイエット（USS Lafayette）」と改名。

## 概要

### 世界最大の客船
ノルマンディーはCGT（Compagnie Générale Transatlantique, カンパニー・ジェネラール・トランザトランティーク, 「大西洋横断総合会社」、英語圏では「フレンチ・ライン」の名で知られるフランスのフラッグキャリア、現・CMA CGM）の発注により1931年に起工され、翌年1932年に進水・命名。全長がはじめて300mを超えた、世界最大の巨大客船であった。
CGT社はニューヨーク・ル・アーヴル航路の急行サービスで老朽化したフランス(1910 en)の代替船案を計画した。この航路では年間輸送人員実績首位のキュナード・ラインより下位で多くの定期航路を持つCGT社ではその代替船を数年置いて一隻ずつ更新する方針で、速度が異なる高速船のパリ(1916 en)、イル・ド・フランスと新造船は1週間1便航海する計画で進められ姉妹船は存在しない（ただし、老朽化したパリ代替で本船就航後姉妹船として「(仮称)S.S.ブルターニュ」を建造する予定だったが、財政難とヨーロッパにおける第二次世界大戦勃発の為中止）。
建造計画提出はフランス政府とCGTが締結した郵便運送協定助成金をもとに開始した。提出した予算審査には難航後、基本計画契約合意した。のち、CGTは（ウォール街）大恐慌以降の資金調達事情から、国策の民間企業から国営管轄に移行した。計画には国家的な意向と援助のもとにフランスの威信をかけで建造された。CGTの豪華客船フランス(1910 en)から3隻の集大成でノルマンディーの原案「T6計画」にブルーリボン賞を狙うべく最高速船計画が盛り込まれ、見積基礎設計の早い段階で高出力エンジンとこれに応じた巨大な船体が算出されていた。この建造案が認証されると即座にサン・ナゼールベノエ造船所は世界最大の専用船台を建築し 、いくつかの推進機関案から、ターボ・エレクトリック推進という、タグボートでは広く用いられていたものの1万トン超高速客船では前例のないものを採用、ペノエ3胴水管ボイラー29基とタービンに、高さ 6.4m、幅 5.8m、長さ 7.9mのモーター4基の構成で4軸合計最大定格出力160,000馬力を発揮するものとした。

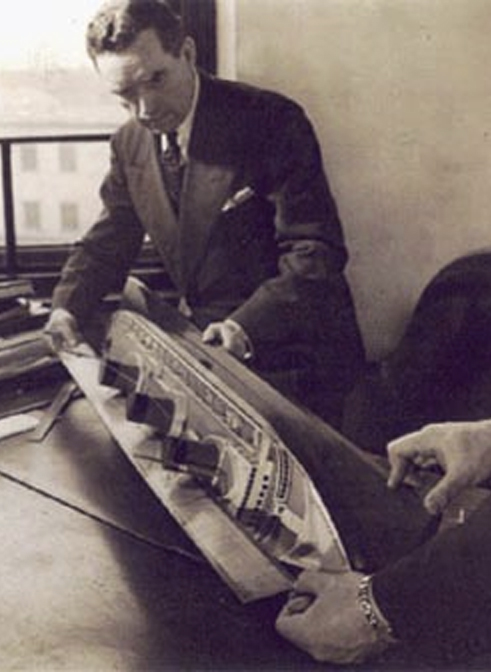
縮小立体化T6B-S模型から公開討議、解説をするウラジミル・ユルケヴィッチ

船内アメニティを追求しエスプリ客船を印象づけ、「T6計画」を立ち上げながら急逝したCGT社長ジャン・ドール・ピアズ (John Dal Piaz) (fr) の遺志を継ぐべく、CGTのピエール・ロマノ主任設計技師監督の下、亡命ロシア人技師ウラジミル・ユルケヴィッチ (en) (ru)提案の船体設計など当時最新の造船理論を採用。コンペティションは、イル・ド・フランスで行った家具備品等の公募を拡大、計画全体案条件に沿う船内のインテリアとその装飾品に及んだ。1931年1月26日船体番号No.534、T6B-Sとして起工、翌年10月29日にはフランス大統領アルベール・ルブラン夫妻出席で進水式が行われ大統領夫人は船名「S.S.ノルマンディー」を授けた。ロワール川を挟んで約二十万人が見物するなか行われ、潮位の計算不足や船体が起こす逆流で予想外の高波を呼び冠水災害を引き起こし見物人の足下を洗ったが怪我人はいなかった。1935年2月29日パリ元船長ルネ・ピュニエのもと処女航海に就いた。
船室の配置とインテリアにはイル・ド・フランスで成功したキャビンレイアウトやアール・デコ様式満載の豪華な内装を引き継ぎ、同時に大型化に拠る船体構造設計の進歩から船室などのレイアウトデザイン制約が減少、(陸上建物同様の)根底にある建築家ル・コルビュジエの思想から簡素にも見える機能美デザイン、当時の最新鋭高速客船では冗長な解放空間を旧式船のカウンター・スタンにならい敢えて広いリドデッキを設け、その階下には軍艦・戦艦のスタンウォークを真似たプロムナードを設け、船体全体の外観には広く様々な角度で俯瞰しても調和のとれた均整な船形デザインを保つためダミー（偽装）の第三煙突を設置するなど外観には細心を払い「洋上の宮殿」の異名を取った。貨物船を多く所有し大型客船は他社模倣で特徴薄いCGTの船形デザインを刷新し、緻密に計算された船形デザインは世界に衝撃を与えのちに不朽の豪華客船と讃えられた。また建築や工業デザイン分野において高く評価されている。

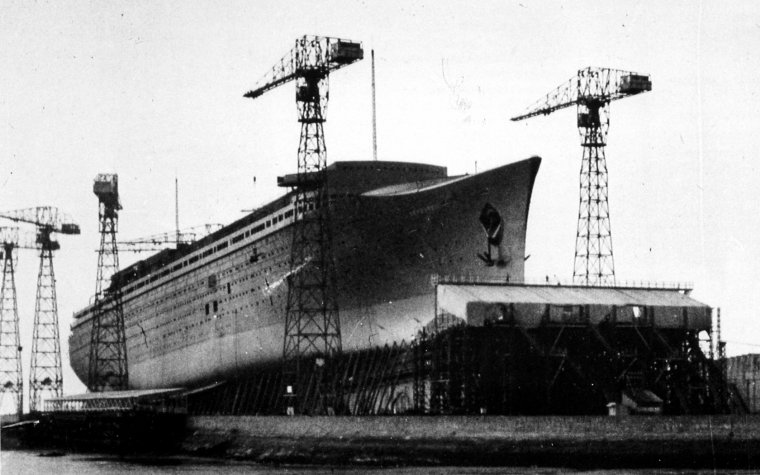
建造中のノルマンディー
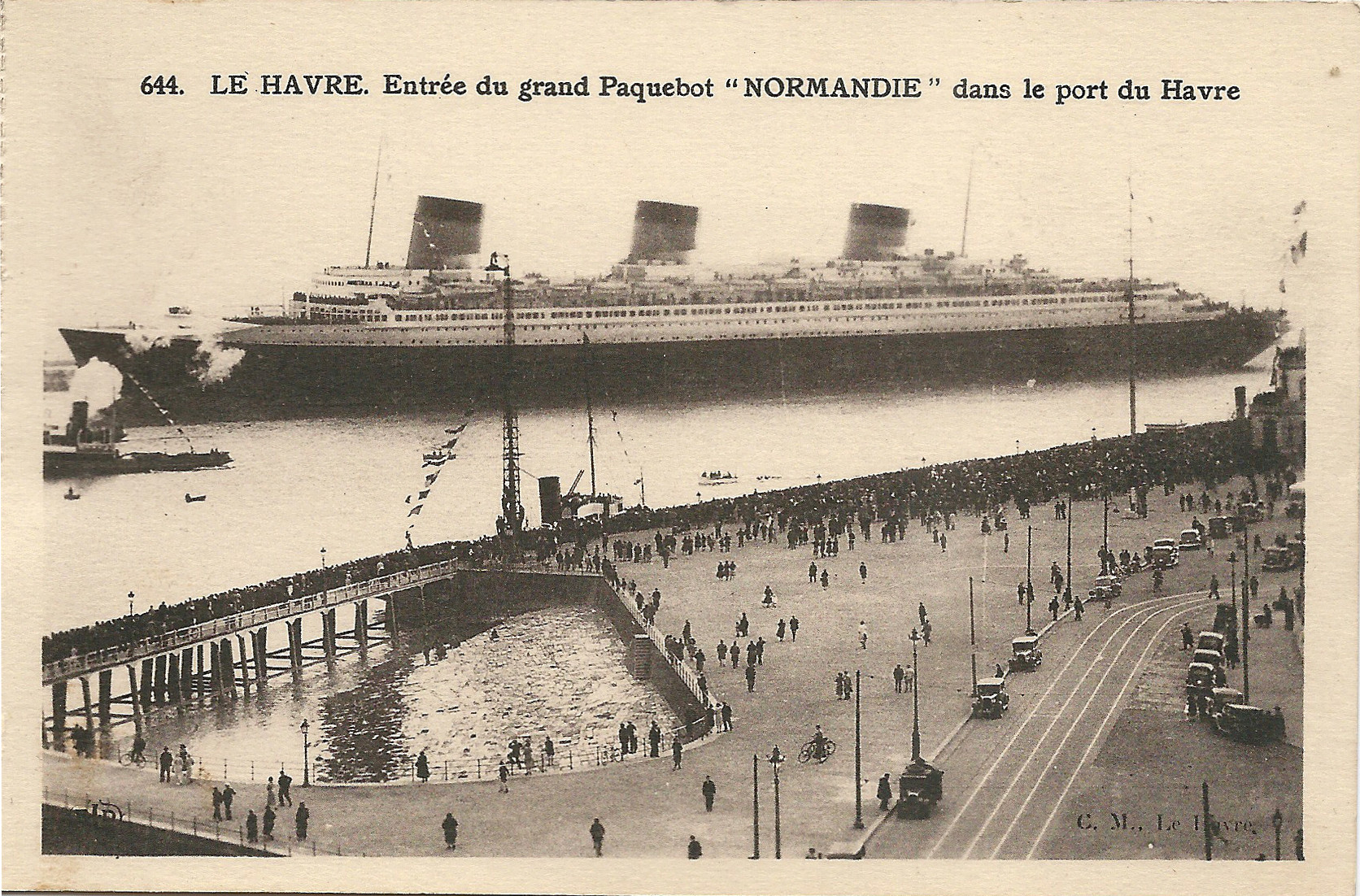
ルアーブルに入港するノルマンディー
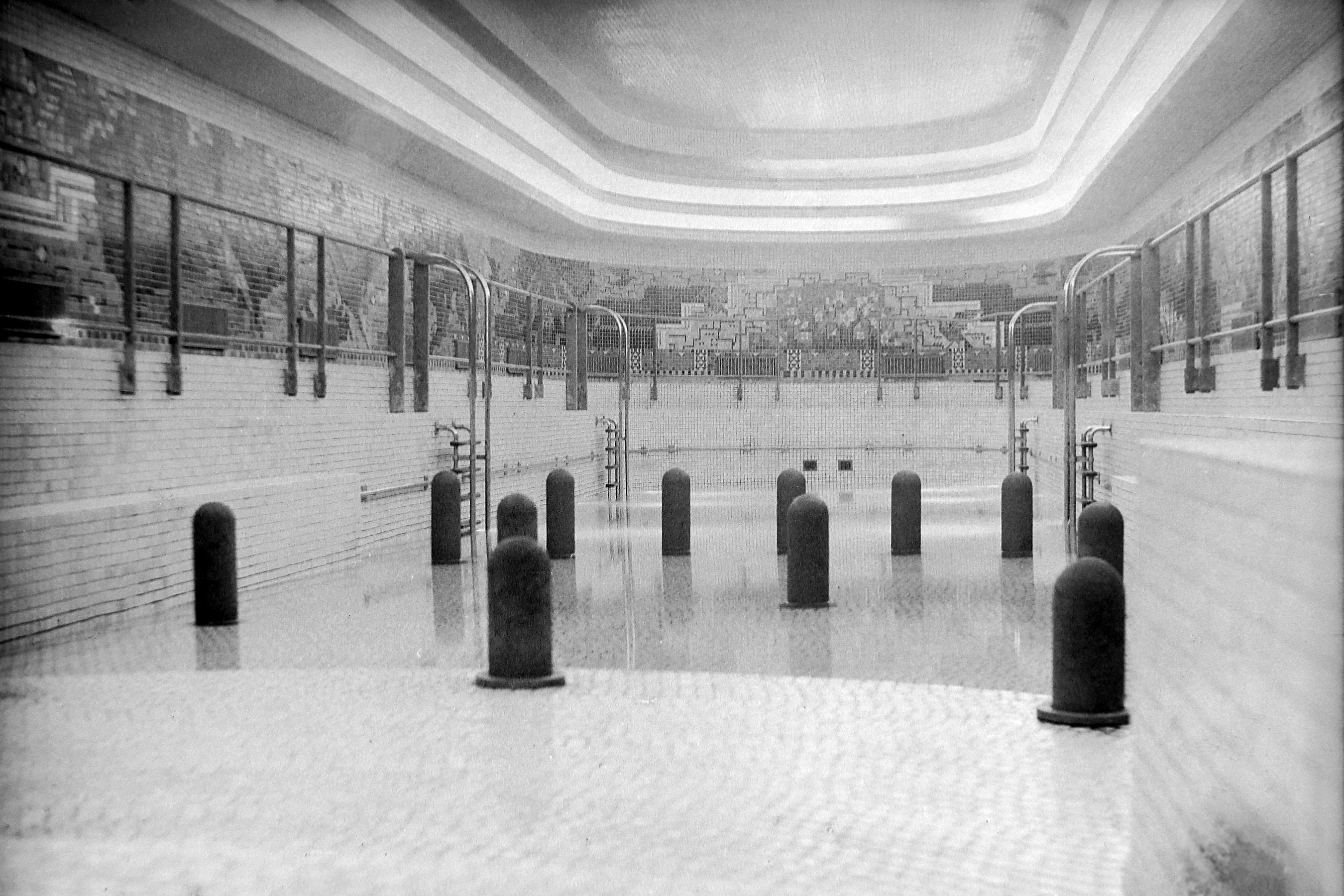
一等船室のプール
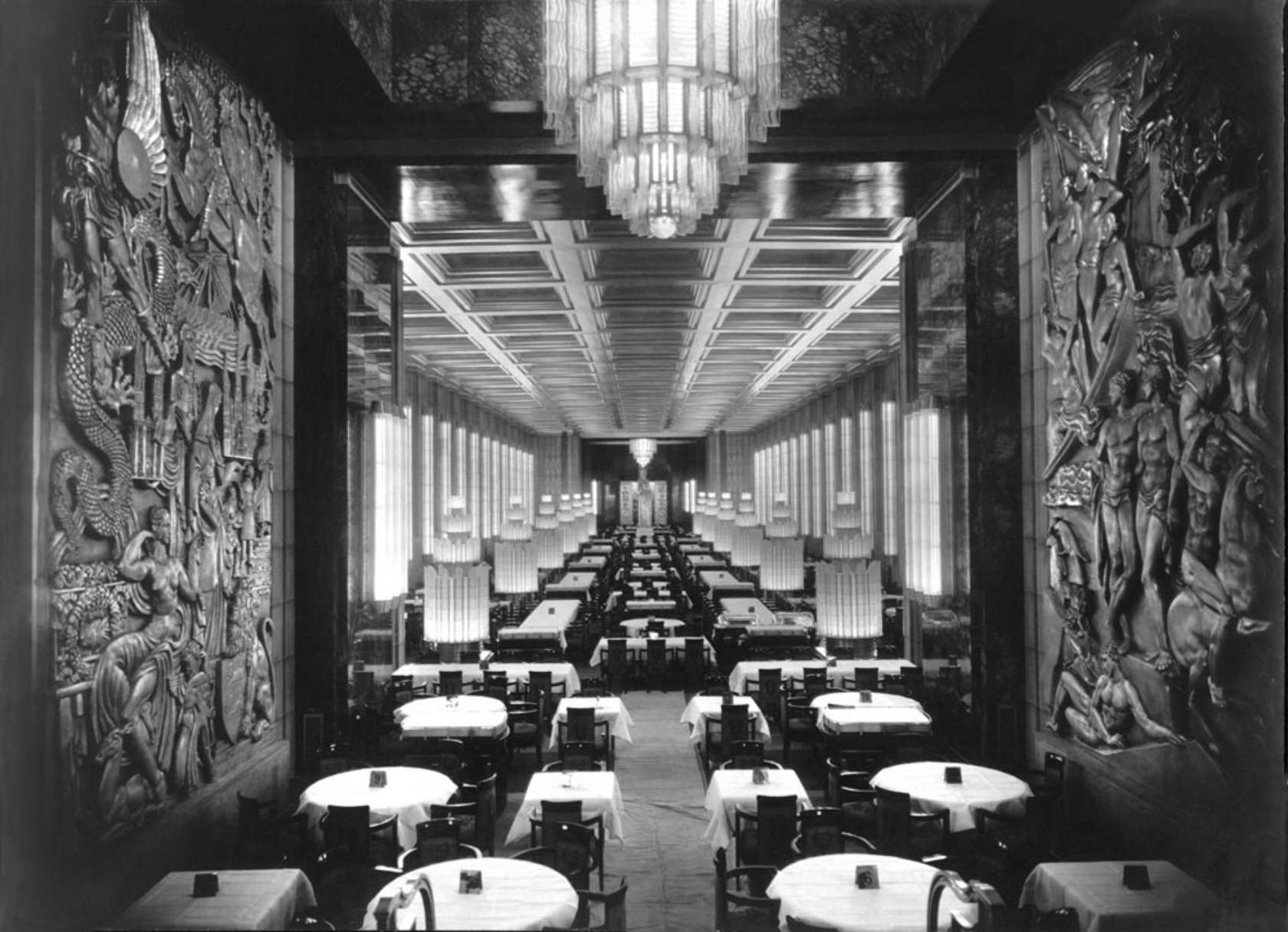
ノルマンディーのグランド・ダイニング・ルーム

### 世界最速の客船

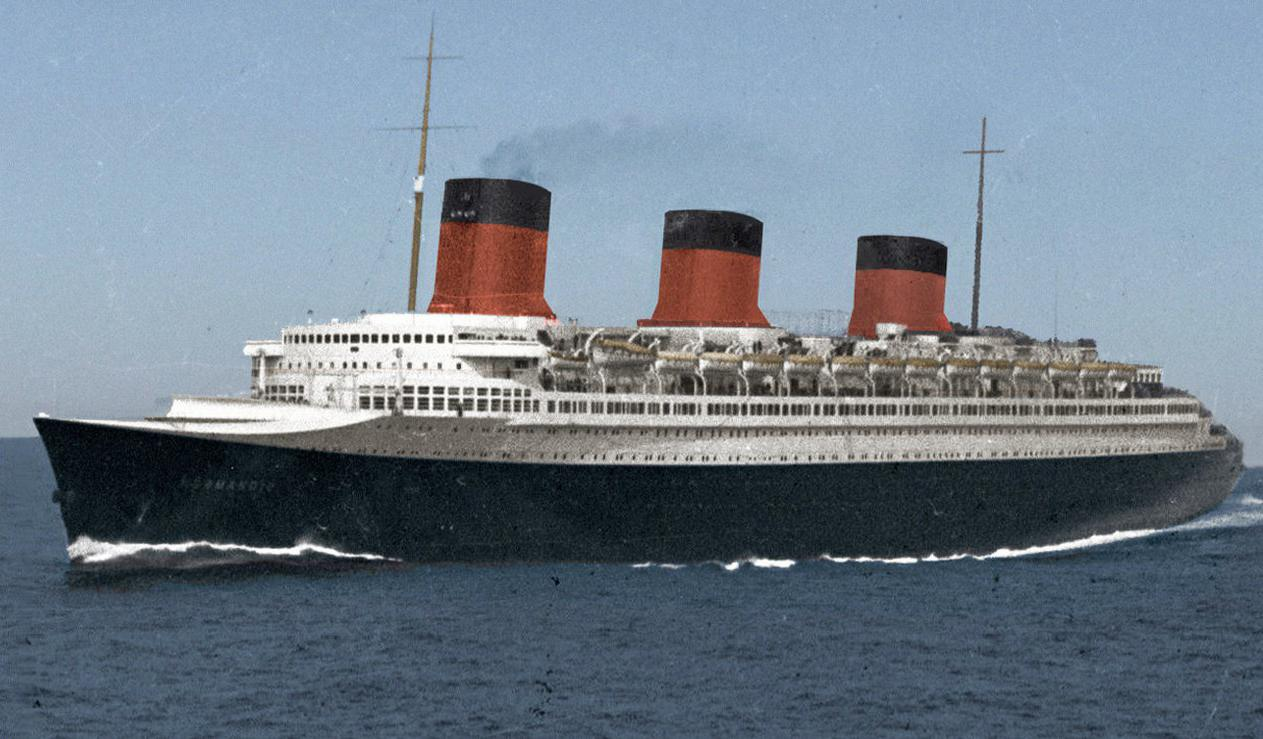
海を行くノルマンディー（モノクロ写真をカラー化したもの）

1935年の試運転で31,9ノットを記録し、処女航海では5月29日ル・アーブル出帆の西航で29.94ノット、東航 平均30.35ノットの平均速力でブルーリボン賞に輝いた。試運転から航路で記録樹立以降しばらく速度を抑えた運行をしている。船体振動が発生、後部に集中してある客室では床に置いた旅行かばんが振動で弾み移動、原因は外側スクリューの廻流とされた。この渦が船尾構造脆弱を突く原因に当面は、直上船体構造補強に仮設資材から応急処置を施し、暫定で速度を落とし定期便運用、オフシーズン冬期には、点検に追加の改装には船体補強工事、スクリューを換装しそのスラスト軸とブラケット形状を変更した。
翌1936年4月の点検ではスクリュー4基の一つに原因不明の破損が見つかった。1936年5月就航のクイーン・メリーに8月西航で平均速力30.14ノットで抜かされたことを契機に、キャビンレイアウトの改装も含む大掛かりな修繕改善工事が計画された。定期便を外れ冬期入渠時にはエンジンの改良も実施しタービン･ノズルの変更から最大定格出力180,000馬力に向上。船内の装飾にはジャン・デュナンのほか日本の泉二勝磨も加わった。
ノルマンディーは入渠修繕後の1937年7月西航で同じく30.58ノット、8月東航 31.2ノットで新記録を打ち立てブルーリボン賞を奪取。しかしクイーン・メリーが翌年奪い返したあと1939年8月31日、139次航海を終えニューヨーク到着、復航準備中の9月3日朝フランスはドイツに宣戦布告、第二次世界大戦の始まりだった。

### 火災

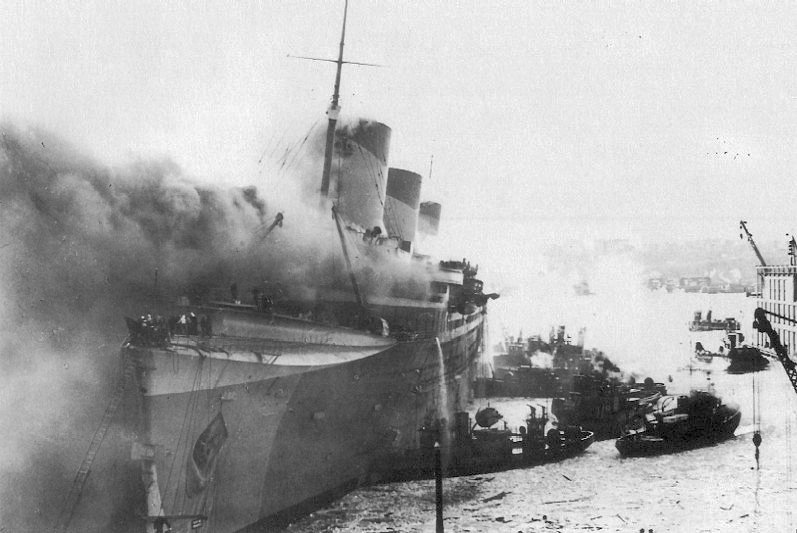
炎上する本船

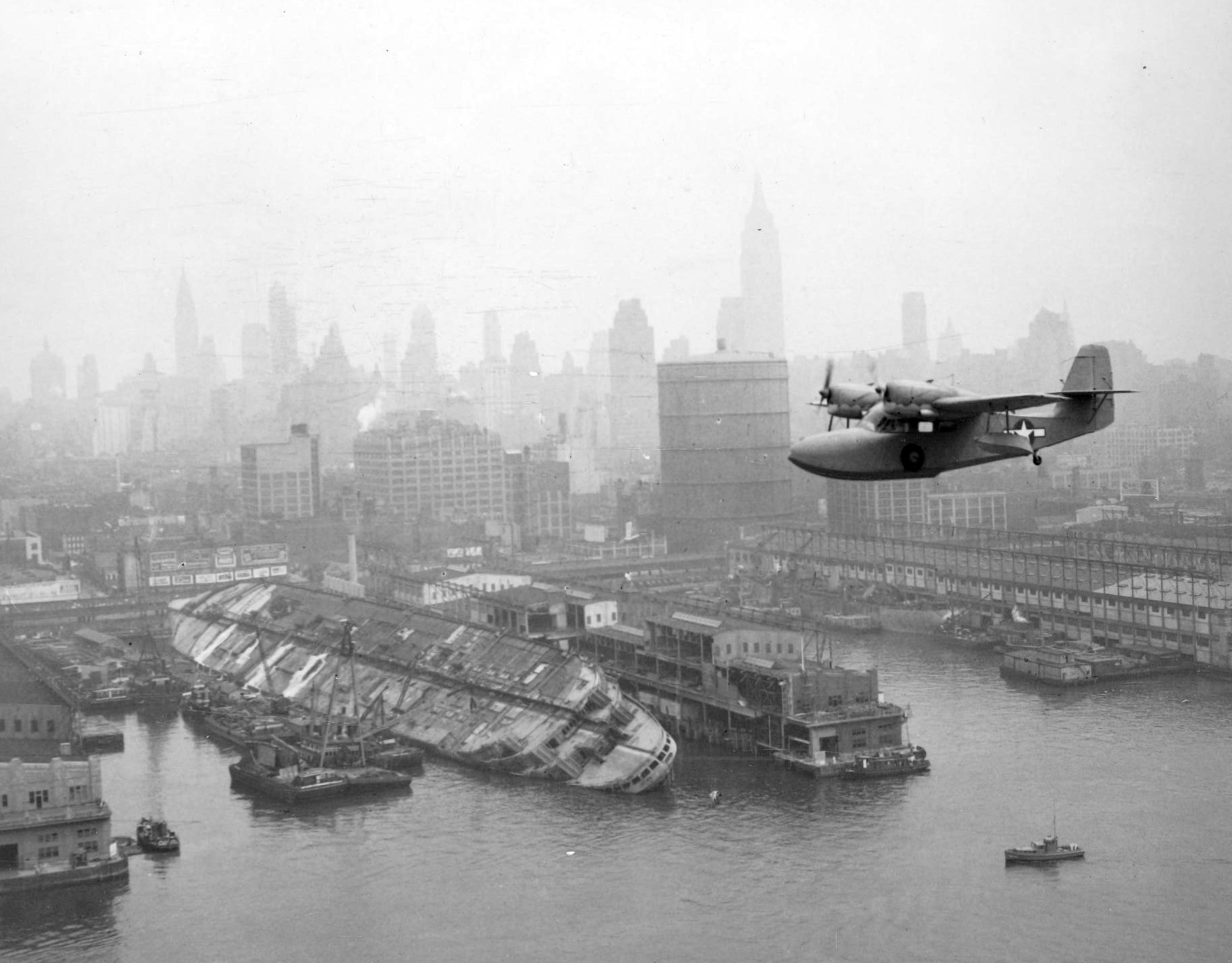
転覆した本船を引き上げる作業が行われた

戦争勃発でCGTはノルマンディーの中立国避難を選択、その後ニューヨーク港の88番埠頭に係留された。1940年にフランスがドイツ軍の占領下におかれノルマンディーは事実上抑留へ、さらに1941年12月11日にドイツがアメリカに宣戦布告したことから、アメリカに接収の上兵員輸送船に改装される事になった。名前もラファイエット（USS Lafayette）に改名され、船内の装飾品を撤去する工事を行っていた1942年2月9日14時32分、作業の不手際から工作機器の火花が装飾品に引火して火災が発生、1時間ほどで船体全体に広がった。翌日には鎮火されたが、消火の際の不用意な放水によって船内に大量の水が入った結果、バランスを崩し、翌日14時32分に転覆した。
戦争中で優秀な船舶を必要としていた為、直ちに引き上げが検討されたものの、狭い埠頭で転覆した事と、巨船でもあり作業は困難を極め、結局上部構造物を撤去して引き上げに成功した。しかしながら、火災による損傷と引き上げ時の作業によって船体は大きく損傷し、客船への復旧や、一時は航空母艦への改装も検討されたものの、いずれも費用などの問題で実現せず、結果として第二次世界大戦終了後の1946年に解体された。

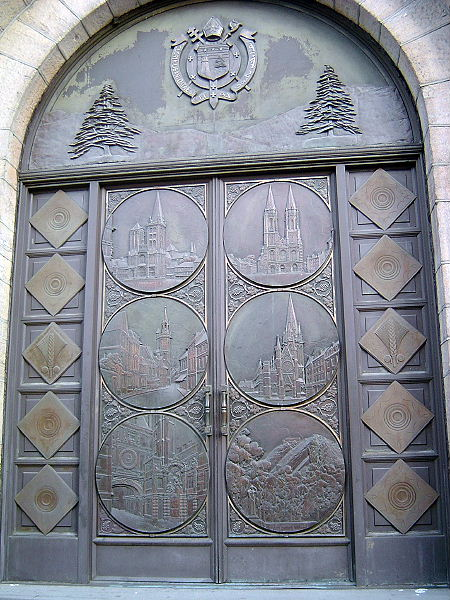
教会に移設された本船の扉

マンハッタンのアワー・レディー・オブ・レバノン・マロナイト・カソリック大聖堂に本船のドアが移設されて保存されている。

## 参考資料
- 海人社『世界の艦船』
- 成山堂書店『豪華客船スピード競争の物語』Denis Griffiths著 粟田亨翻訳 1998年2月 ISBN 978-4-425-71291-5
- NTT出版『豪華客船の文化史』野間恒著 1993年4月 ISBN 4-87188-210-1
- 至誠堂『大西洋ブルーリボン史話』トム・ヒューズ著 出光宏翻訳 1976年6月（原典1973年刊）書籍コード 0098-76040-3012